# ザラツキエノコログサ

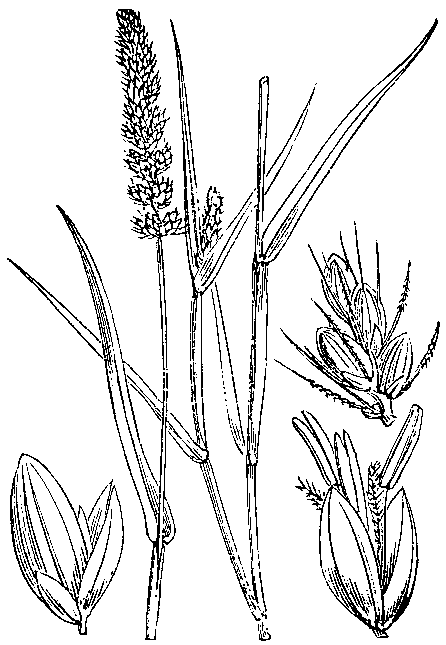
図版

ザラツキエノコログサ Setaria verticillata (L.) はイネ科の植物の1つ。エノコログサによく似ているが、穂から突き出す刺毛が強くざらつくことで区別される。穂が互いに引っかかり合って絡まっていることがよくある。

## 特徴
一年生の草本。稈は基部は傾いて出て、そこから直立して高さ30～100cmに達する。葉身は長さ5～30cm、幅4～13mm。葉身は質が薄く、細かな毛がある。葉舌は1列の毛となっている。葉鞘は縁にまつげ状に毛が並び、上面は平滑かあるいは毛がある。
花期は4～9月。稈の先端に密集した円錐花序をつけ、緑色で円柱状、その長さは3～10cm、ただし途中、特に下部の方で小穂がついていない部分を生じ、そのために円柱形の穂に断裂部が出来ることが多いと言われている。花序の中軸には短い刺状の毛が多い(エノコログサでは長い柔らかな毛が多い)。側枝に生じる小穂はその基部に多くの場合に刺毛を持ち、この刺毛は長さ3～8mmに達し、穂の外に突き出すものだが、この刺毛の表面に下向きの小さな刺針が一面に並んでいるのが本種の著しい特徴となっている。小穂は長さ2～2.3mmで楕円形。第1包頴は小穂の長さのほぼ1/2、第二包頴と第1小花(不稔性)の護頴はいずれもほぼ小穂と同長、紙質で5～6本の脈がある。第2小花の護頴と内頴は共に革質で果実の成熟時にはそれを包んで脱落する。
和名は上記のように小穂の基部から出て穂を包むように生えている刺毛にざらつきがあることに依る。

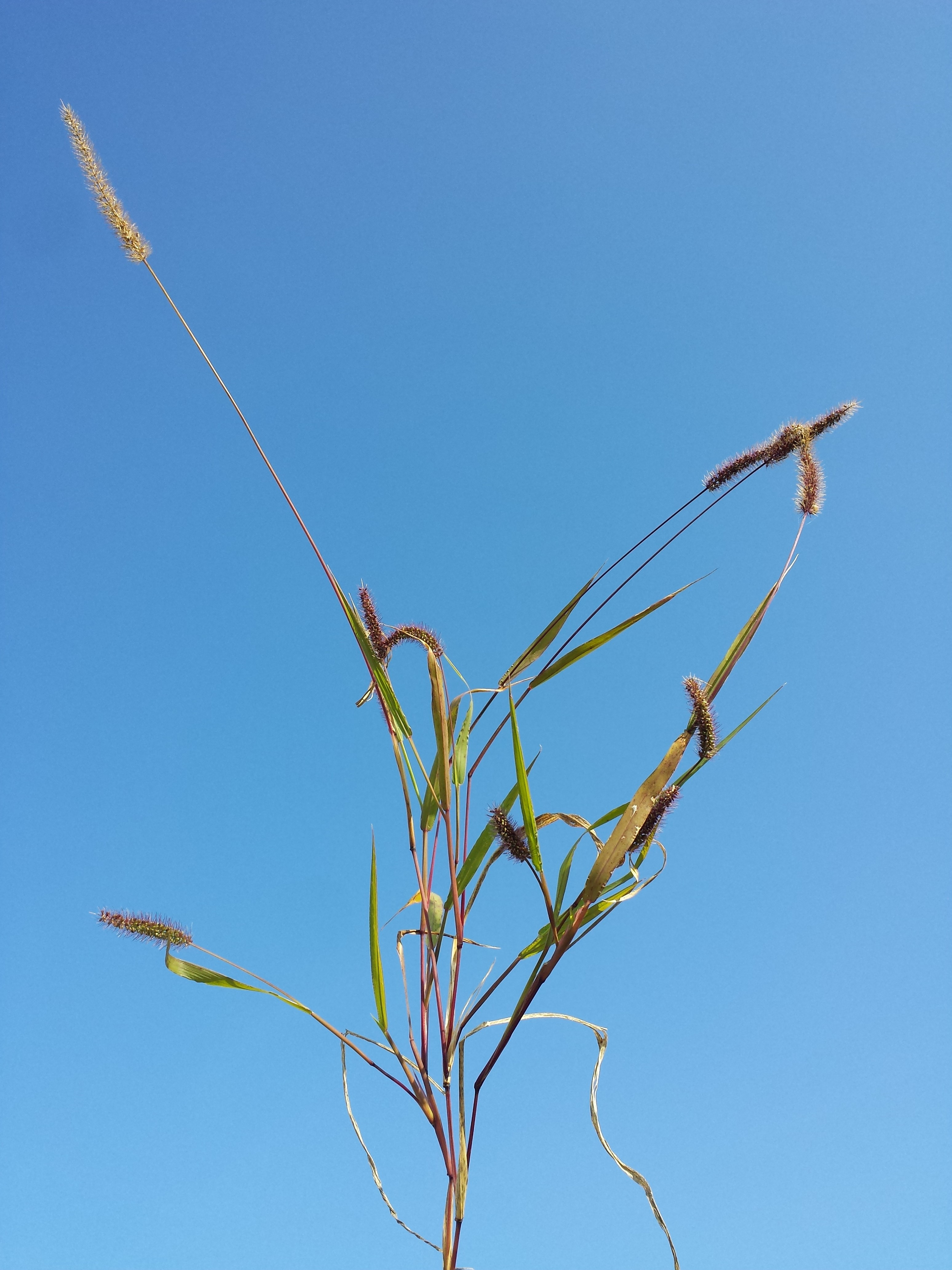
全株の様子
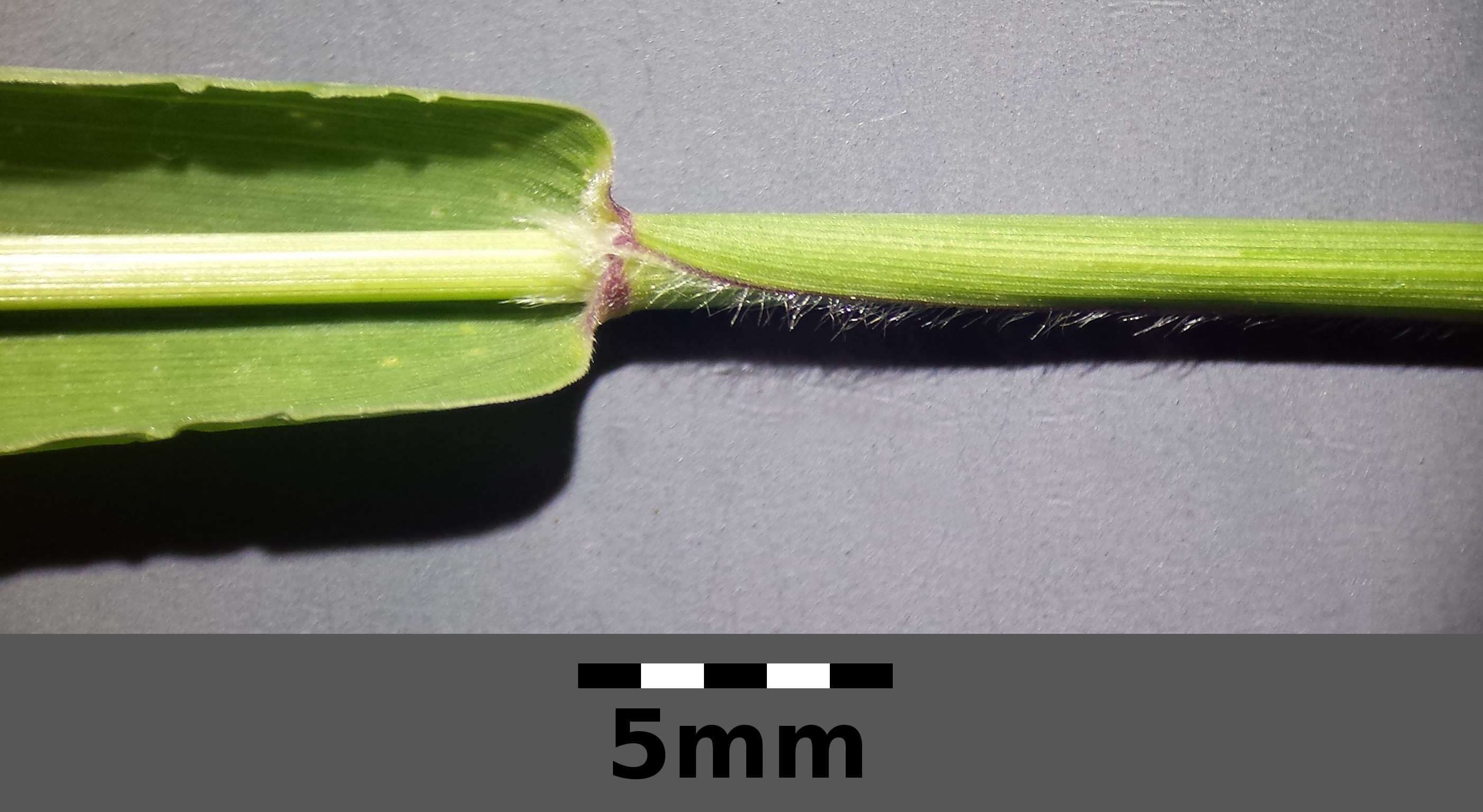
葉身から葉鞘に掛けて
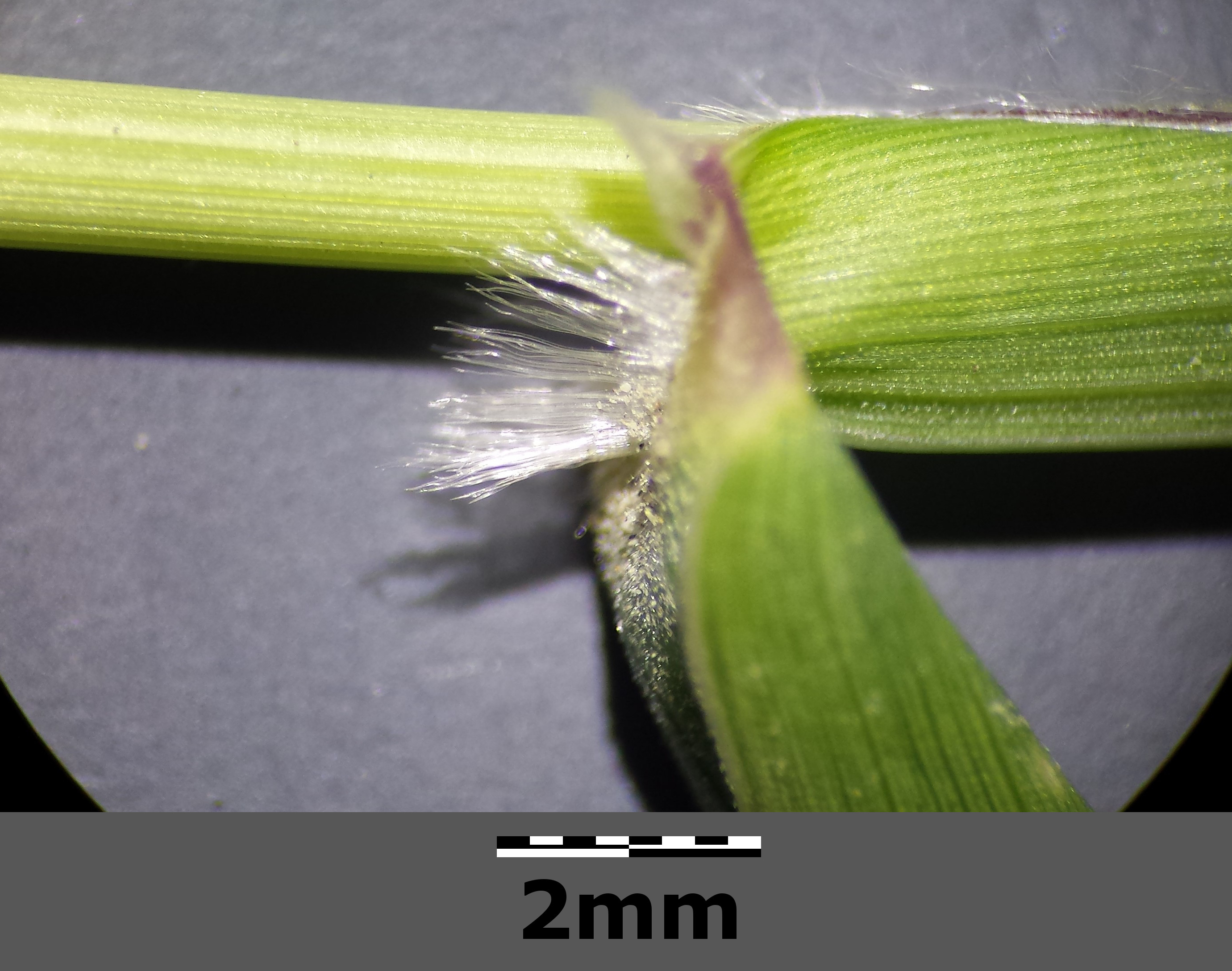
葉舌は毛の列になっている
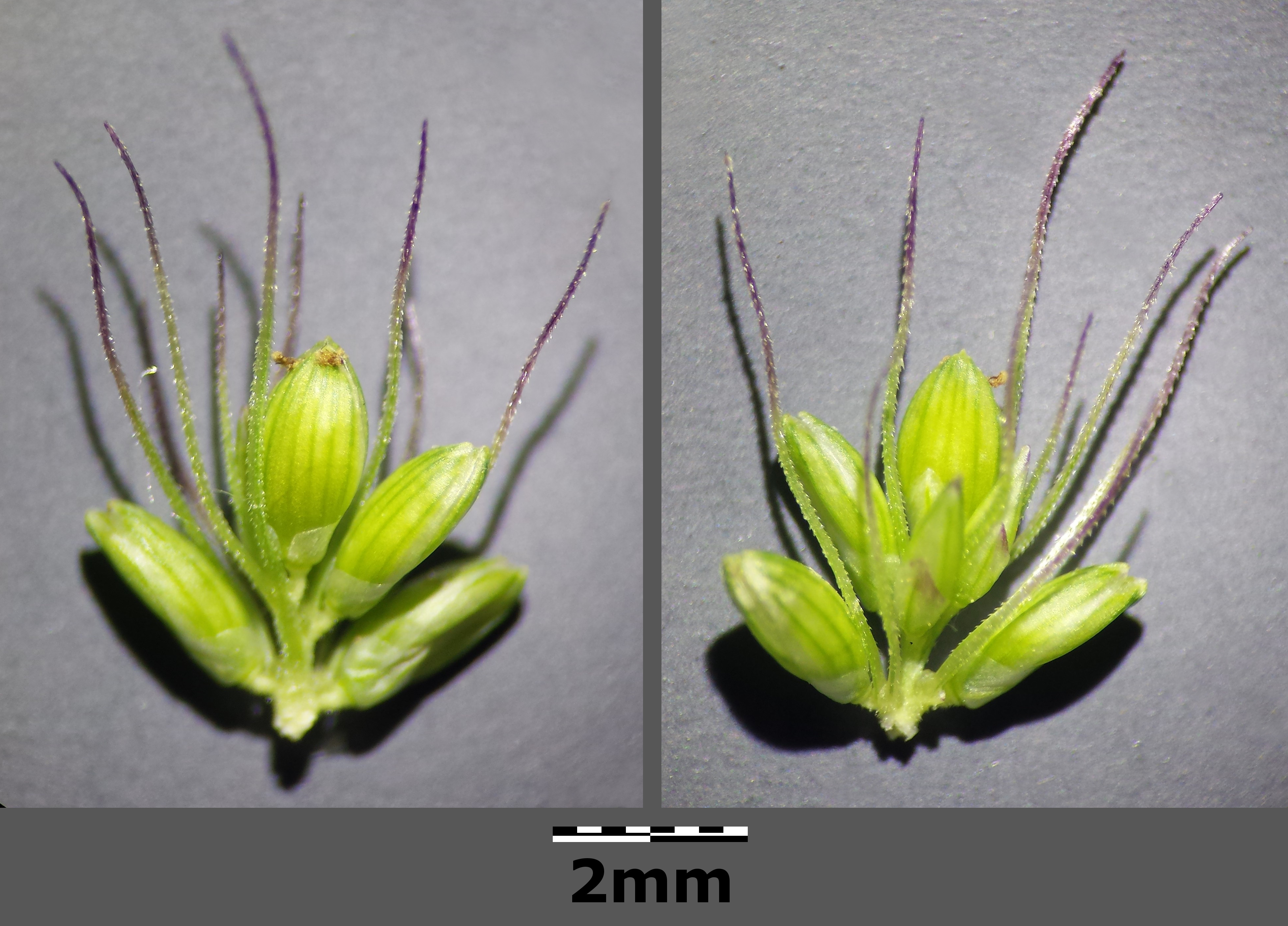
花序の側枝 小穂や刺毛の様子を示す

## 分布と生育環境など
原産地は南ヨーロッパとされており、タイプ産地もそこにあるが、オーストラリアや北アメリカなど世界の暖地に広く帰化している。日本にも帰化しており、本土では本州の関東以西、四国、九州にまれに出現し、琉球列島では各島から知られるが、特に沖縄島に多いという。
人里の道路脇などに見られ、またゴミ溜めの側で見られる、とも。上記のように穂の表面に突き出る刺毛が著しくざらつき、そのためにしばしば隣り合う穂同士がこのざらつきによって接触して絡み合っているのが見られる。この刺毛のざらつきのために成熟した穂が人々の衣服や家畜の毛などに絡みつき、これが種子散布に効果を持っているものと思われる。

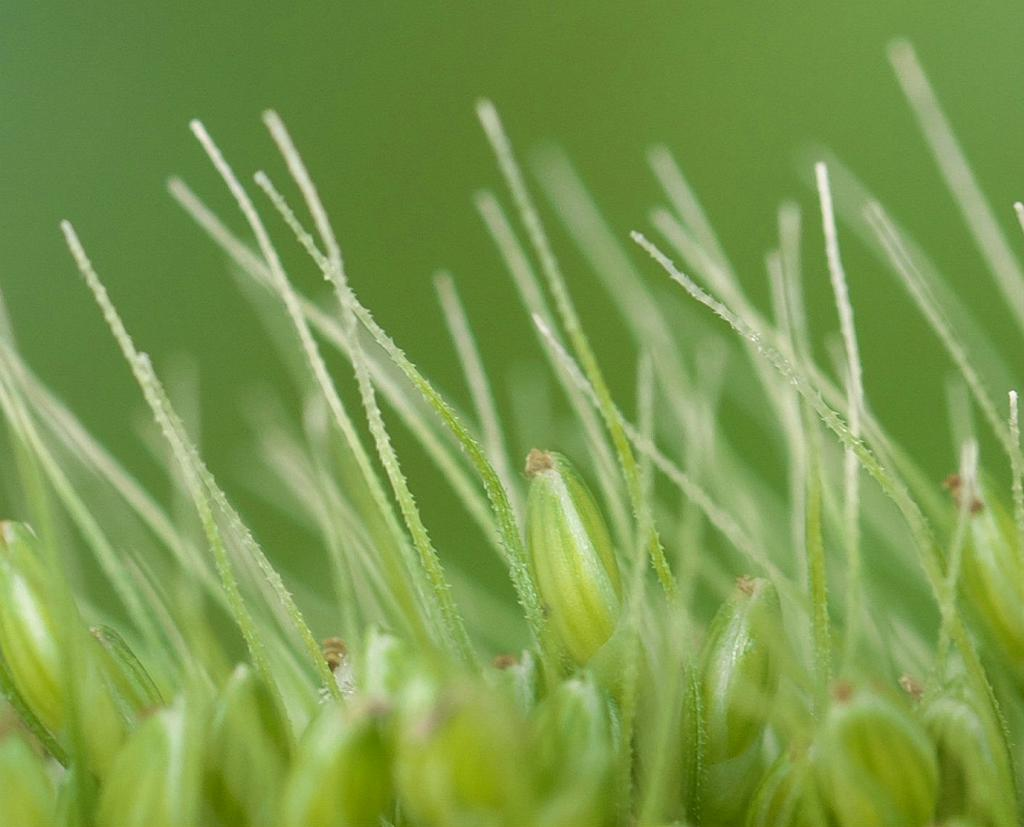
穂の表面 刺毛に逆棘がある
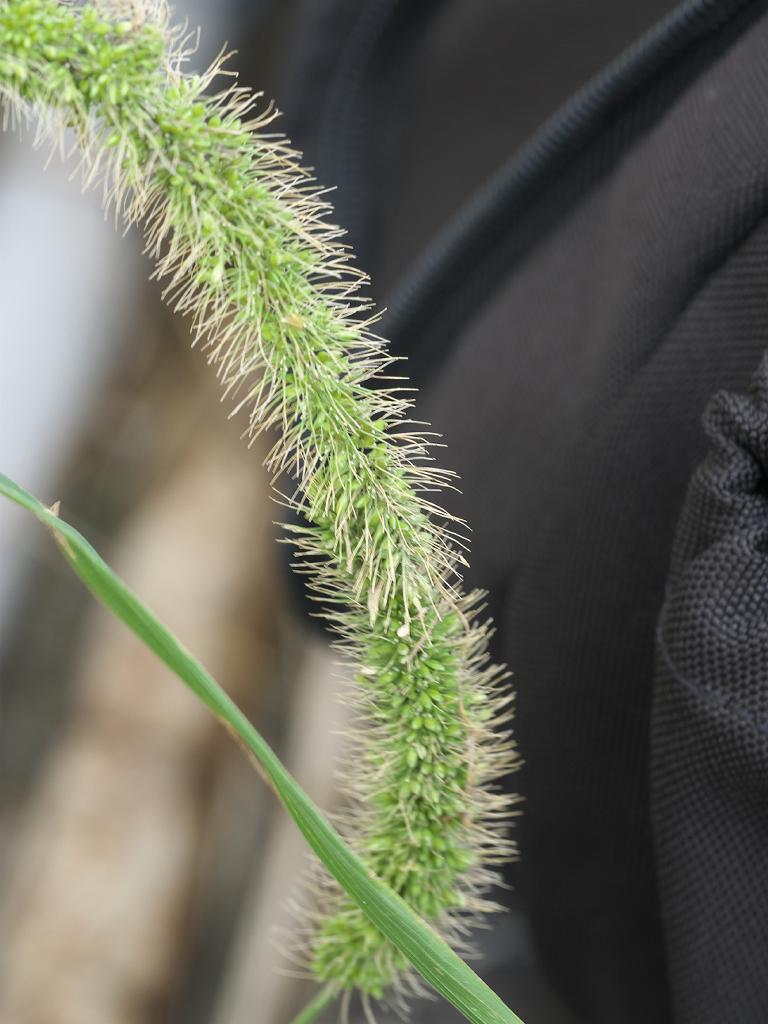
2つの穂が先端で引っかかり合っている
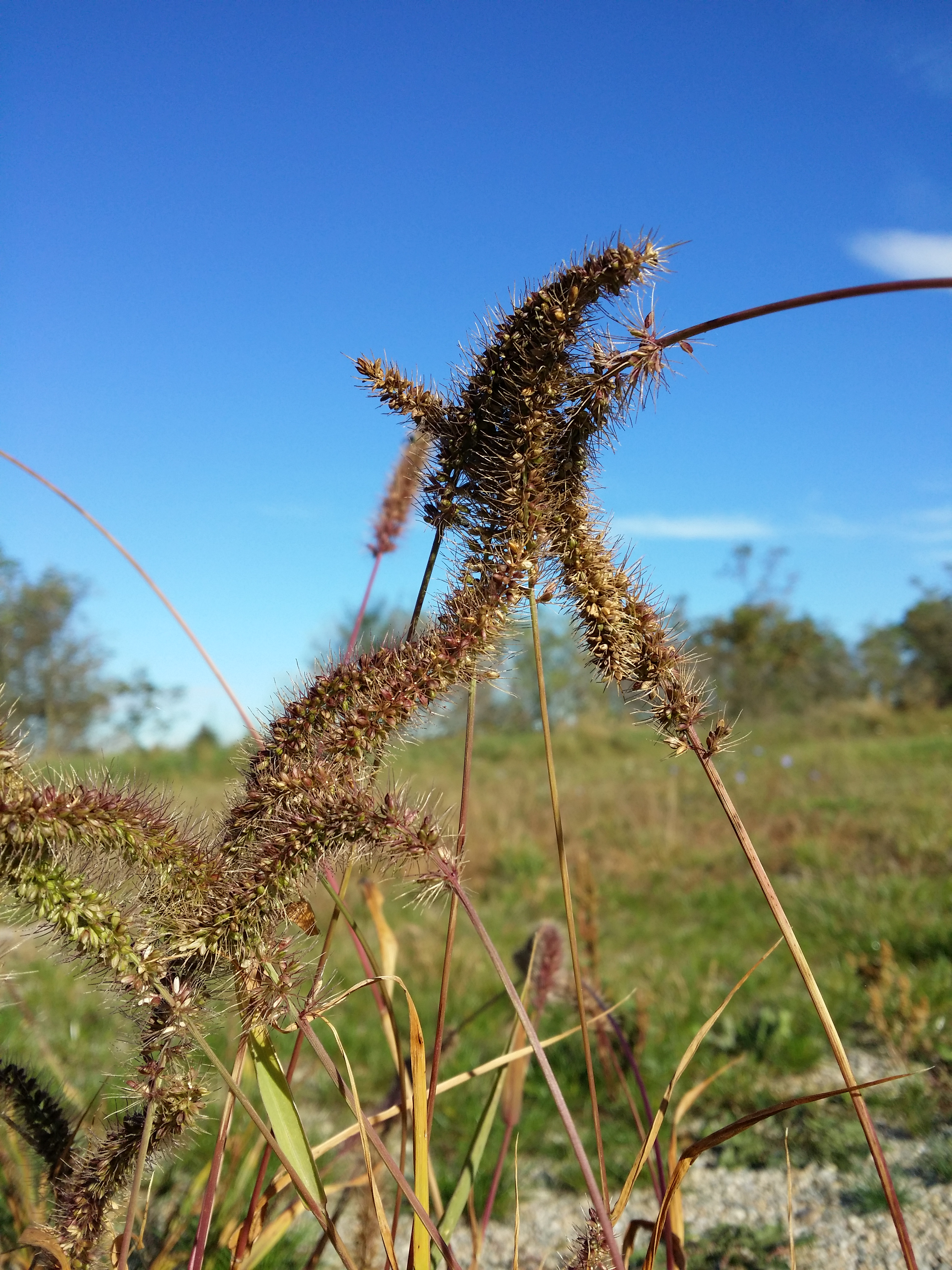
複数の穂が絡まり合っている
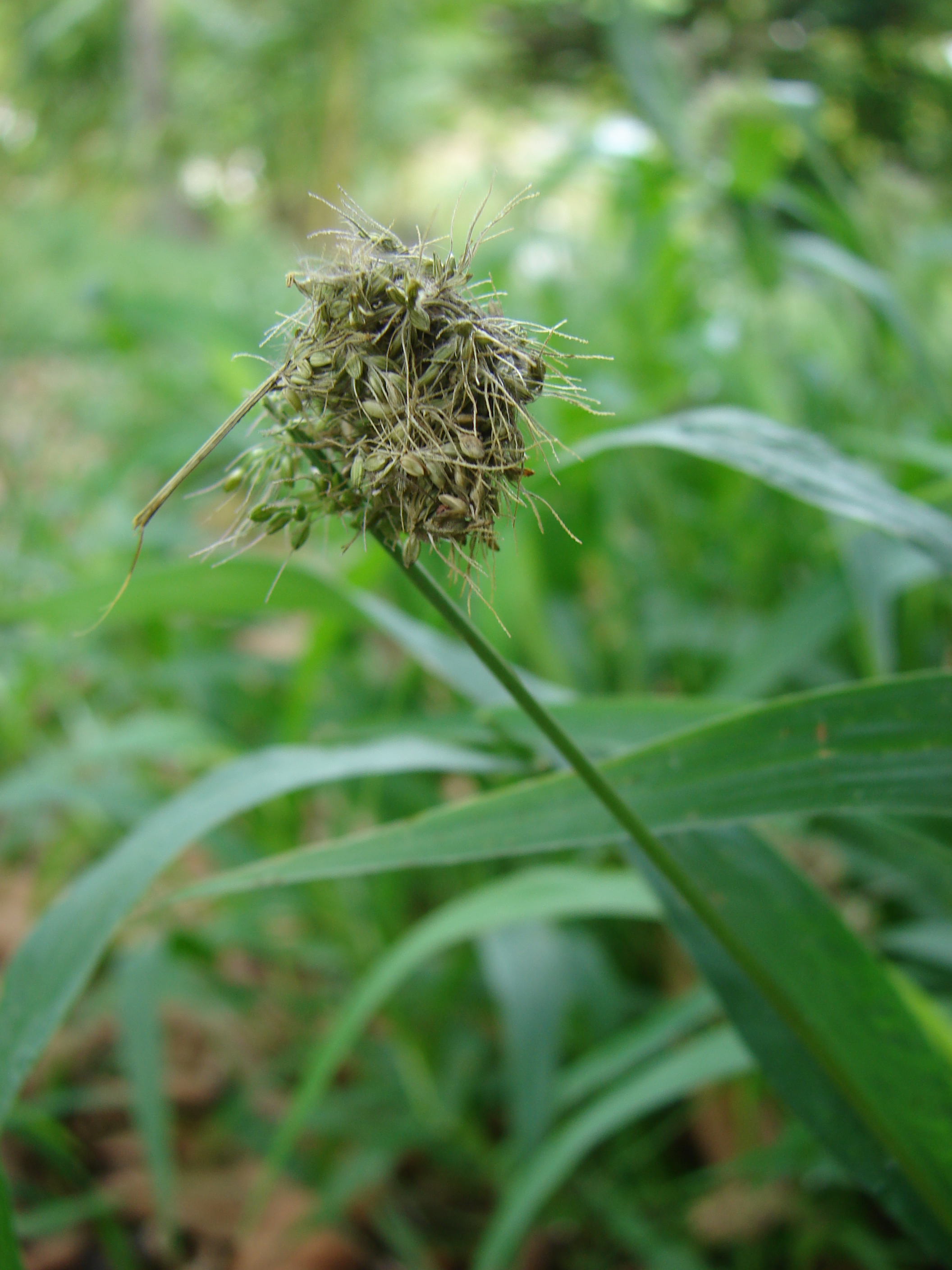
単独の穂が絡まっている

## 類似種など
エノコログサ属には世界に約100種、日本には外来種を含めて10種ほどがある。その外見がエノコログサ S. viridis と似ているものもさほど似ないものもあるが、本種はかなりよく似ており、これは外見もであるが、小穂の大きさや形態までもかなり似ている。
区別点としては長田(1993)は以下の点を挙げている。
- 円柱状の花序がしばしば中断していること。
- 花軸に柔らかい長い毛がなく、下向きの短い小さな刺毛があること。
- 穂から突き出る刺毛に下向きの小さな棘が並ぶために強くざらつくこと。

3番目の穂を覆うように突き出る刺毛の表面の棘はごく小さいものであり、長田(1993)は『顕微鏡下で』確認できるとしているが、実際には手で撫でるとはっきりざらつくのが確認できるので、触ってみれば確実に区別できる。なお、上記のように野外でもいくつもの穂が互いに絡まり合っていることがよくあり、他の種では見られないことなので遠目で見分けられることも多い。
なお、イヌエノコログサ S. ×decipiens  というのは本種に似ていて刺毛の小棘が上を向くもので、その点はエノコログサと一致するが、花軸には本種と同じように長い軟毛がなく、これは本種とエノコログサの雑種であるとされている。